# European Sevens Championship Femenino 2007
El European Sevens Championship Femenino de 2007 fue la quinta edición del campeonato de selecciones nacionales femeninas europeas de rugby 7.

## Fase de grupos

### Grupo A
| Equipo   | Encuentros | Encuentros | Encuentros | Encuentros | Tantos  | Tantos    | Tantos     | Puntos |
| Equipo   | jugados    | ganados    | empatados  | perdidos   | a favor | en contra | diferencia | Puntos |
| -------- | ---------- | ---------- | ---------- | ---------- | ------- | --------- | ---------- | ------ |
| España   | 4          | 3          | 1          | 0          | 57      | 5         | +52        | 11     |
| Gales    | 4          | 3          | 1          | 0          | 52      | 7         | +45        | 11     |
| Irlanda  | 4          | 2          | 0          | 2          | 55      | 32        | +23        | 8      |
| Italia   | 4          | 0          | 1          | 3          | 36      | 74        | -38        | 5      |
| Portugal | 4          | 0          | 1          | 3          | 12      | 94        | -82        | 5      |

### Grupo B
| Equipo       | Encuentros | Encuentros | Encuentros | Encuentros | Tantos  | Tantos    | Tantos     | Puntos |
| Equipo       | jugados    | ganados    | empatados  | perdidos   | a favor | en contra | diferencia | Puntos |
| ------------ | ---------- | ---------- | ---------- | ---------- | ------- | --------- | ---------- | ------ |
| Francia      | 4          | 4          | 0          | 0          | 125     | 18        | +107       | 12     |
| Inglaterra   | 4          | 3          | 0          | 1          | 121     | 15        | +105       | 10     |
| Países Bajos | 4          | 2          | 0          | 2          | 52      | 103       | -51        | 8      |
| Suecia       | 4          | 0          | 1          | 3          | 26      | 77        | -51        | 6      |
| Rusia        | 4          | 0          | 1          | 3          | 17      | 128       | -111       | 6      |

## Fase Final

#### Copa de oro
|  | Semifinales | Semifinales | Semifinales |            |         | Copa         | Copa         | Copa         |  |
|  |             |             |             |            |         |              |              |              |  |
|  |             |             |             |            |         |              |              |              |  |
|  | Francia     | Francia     | 21          |            |         |              |              |              |  |
|  | Francia     | Francia     | 21          |            |         |              |              |              |  |
|  | Gales       | Gales       | 0           |            |         |              |              |              |  |
|  | Gales       | Gales       | 0           |            | Francia | Francia      | 19           |              |  |
|  |             |             |             |            | Francia | Francia      | 19           |              |  |
|  |             |             | Inglaterra  | Inglaterra | 5       |              |              |              |  |
|  | Inglaterra  | Inglaterra  | Inglaterra  | Inglaterra | 5       | 12           |              |              |  |
|  | Inglaterra  | Inglaterra  |             |            |         | 12           |              |              |  |
|  | España      | España      | 10          |            |         | Tercer lugar | Tercer lugar | Tercer lugar |  |
|  | España      | España      | 10          |            |         | Tercer lugar | Tercer lugar | Tercer lugar |  |
|  |             |             |             |            |         |              |              |              |  |
|  |             |             |             |            |         | España       | España       | 10           |  |
|  |             |             |             |            |         | España       | España       | 10           |  |
|  |             |             |             |            |         | Gales        | Gales        | 0            |  |
|  |             |             |             |            |         | Gales        | Gales        | 0            |  |
|  |             |             |             |            |         |              |              |              |  |

| Bandera de Francia |
| Campeón Francia    |
| Primer título      |